# Hans Jacob Errboe
Hans Jacob Theiss Errboe (10. januar 1881 i Ærøskøbing – 19. april 1962 i Aarhus) var en dansk atlet og Cand.pharm.. 
Errboe begyndte sin idrætskarriere som fodboldspiller med opnåede sine bedste resultater som atlet. Han var medlem af Odense GF (-1908), Ringe IF (1909), Næstved IF (1911-1914) og Østerbro-klubben Københavns IF (1915). Han vandt otte danske mesterskaber; seks i hækkeløb og to i længdespring. Han satte 1909 to danske rekorder i trespring og på 110 meter hæk tre 1906 og en 1915.
Errboe var 1929-1941 indehaver af Kibæk apotek på Bredgade 11 og fra 1941 indehaver af Jernbane Apoteket i Aarhus.

## Danske mesterskaber
- Guld 1915 110 meter hæk 18.6
- Guld 1914 110 meter hæk 17.6
- Guld 1914 Længdespring 6,52
- Sølv 1912 110 meter hæk
- Sølv 1912 Længdespring 6,42
- Guld 1911 110 meter hæk 16.8
- Guld 1911 Længdespring 5,99
- Sølv 1911 Trespring
- Guld 1909 120 yards hæk 17.1
- Sølv 1909 Længdespring 6,14
- Guld 1908 120 yards hæk 17.0
- Sølv 1907 120 yards hæk 17.6
- Guld 1906 120 yards hæk 17.3
- Sølv 1906 100 meter
- Sølv 1906 ¼ mile (ca 402 meter)

## Danske rekorder
- 110 meter hæk 17,8 1906*
- 110 meter hæk 17,6 1906*
- 110 meter hæk 17,1 1906*
- Tresteg 12,92 Slagelse 25. juli 1909
- Tresteg 13,14 Århus 15. august 1909 (Første dansker over 13 meter)
- 110 meter hæk 16,6 1915

-*sat med 91 cm hække.